# اشتفن زاخاریاس
اشتفن زاخاریاس (انگلیسی: Steffen Zacharias؛ ‏ ۱۱ آوریل ۱۹۲۷ – ۶ ژوئن ۱۹۸۹) بازیگر یونانی‌تبار اهل آلمان و ایالات متحده آمریکا بود. وی بین سال‌های ۱۹۶۴ تا ۱۹۸۷ میلادی فعالیت می‌کرد.
از فیلم‌ها یا برنامه‌های تلویزیونی که وی در آن نقش داشته است، می‌توان به آن روز نفرین‌شدهٔ تسویه‌حساب، الاغ طلایی: محاکمه برای حقایق عجیب دربارهٔ لوکیوس آپولیوس، شهروند روم، مردی به نام اسلج، به من میگن ترینیتی، مردی از شرق، حتی فرشتگان هم لوبیا می‌خورند، آس برنده، بچه فریسکو، مردی از لا مانتا، میلان می‌لرزد: پلیس به‌دنبال عدالت، گامرا، پنج مرد جنگی، زیر نشان عقرب، فرانک بدجنس و تونی بی‌مخ، دبلیو. سی. فیلدز و من، آرزوی مرگ ۲، نابودگر ۲، تفاوت‌های غیرقابل مقایسه و هفت‌تیر اشاره کرد.